# Tscherwen (Oblast Russe)

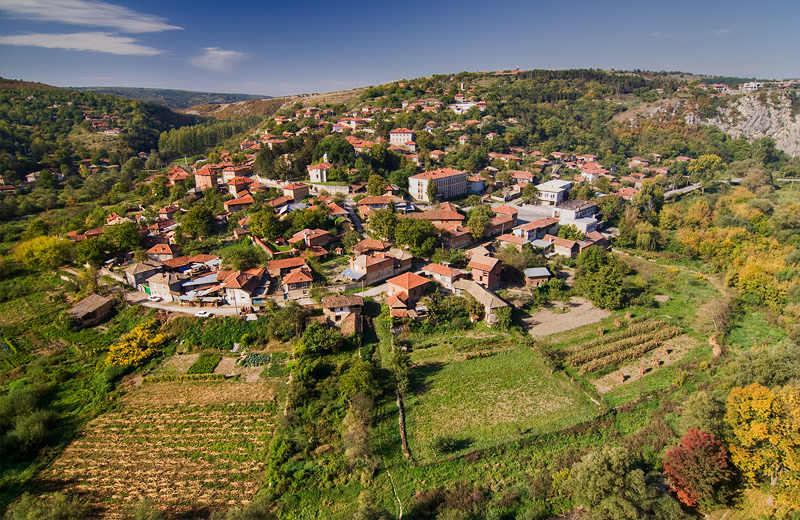
Ortsprospekt

Tscherwen (Bulgarisch Червен) ist ein Dorf im Nordosten von Bulgarien in der Oblast Russe. Der Ort gehört zum Gemeindegebiet Ivanovo.  2011 gab es 239 Einwohner. Der Fluss Rusenski Lom teilt das Dorf in zwei Teile.